# يوم الجمعة الثالث عشر: الفصل النهائي
يوم الجمعة الثالث عشر: الفصل النهائي (بالإنجليزية: Friday the 13th: The Final Chapter)‏ هو فيلم رعب تم إنتاجه في الولايات المتحدة وصدر في سنة 1984. من بطولة كريسبين غلوفير.

## الميزانية والإيرادات
بلغت تكلفة إنتاج الفيلم حوالي 2.6 مليون دولار بينما حقق إيرادات تقدر بـ 32.9 مليون دولار ().

## وصلات خارجية
- يوم الجمعة الثالث عشر: الفصل النهائي على موقع IMDb (الإنجليزية)
- يوم الجمعة الثالث عشر: الفصل النهائي على موقع ميتاكريتيك (الإنجليزية)
- يوم الجمعة الثالث عشر: الفصل النهائي على موقع روتن توميتوز (الإنجليزية)
- يوم الجمعة الثالث عشر: الفصل النهائي على موقع نتفليكس (الإنجليزية)
- يوم الجمعة الثالث عشر: الفصل النهائي على موقع ألو سيني (الفرنسية)
- يوم الجمعة الثالث عشر: الفصل النهائي على موقع Turner Classic Movies (الإنجليزية)
- يوم الجمعة الثالث عشر: الفصل النهائي على موقع أول موفي (الإنجليزية)
- يوم الجمعة الثالث عشر: الفصل النهائي على موقع بوكس أوفيس موجو (الإنجليزية)
- يوم الجمعة الثالث عشر: الفصل النهائي على موقع فيلمافينيتي (الإسبانية)
- يوم الجمعة الثالث عشر: الفصل النهائي على موقع قاعدة بيانات الأفلام السويدية (السويدية)